# Santiago Germán Solari
Santiago Germán Solari Ferreyra (Arizona, 19 gennaio 1998) è un calciatore argentino, attaccante del Racing Club.

## Carriera
Nel 2023 esordisce in Primera División.

## Palmarès
- Coppa Sudamericana: 1

Racing Club: 2024
- Recopa Sudamericana: 1

Racing Club: 2025